# Leila Negra
Leila Negra (bürgerlicher Name: Marie Nejar; * 20. März 1930 in Mülheim an der Ruhr; † 11. Mai 2025 in Hamburg) war eine deutsche Schlagersängerin und Schauspielerin, die während der Zeit des Nationalsozialismus als Statistin in Filmen der UFA spielte und mit dem Beginn der 1950er Jahre, ungeachtet ihres wahren Alters, als Kinderstar vermarktet wurde. Ihre Karriere beendete sie Ende 1957; anschließend arbeitete sie als Krankenschwester.

## Leben und Werk

### Familie
Marie Nejars Großmutter war die Artistin Marie Wüstenfeld (1880–1949), eine uneheliche Tochter der Klavierlehrerin Charlotte Wüstenfeld (1855–1933). Sie heiratete 1905 in Hamburg den Kellner Joseph Néjar (1879–1912), einen Kreolen aus Martinique. Von der Familie verstoßen, zog das Paar von Zeit zu Zeit von einem Ort zum anderen, auf der Suche nach einer Anstellung. Die gemeinsame Tochter Cécilie wurde 1909 in Altona geboren. Später ließ sich die Kleinfamilie in Riga nieder, wo Joseph Néjar eine Kneipe führte und 1912 von einem Gast erschossen wurde. Die Tat hatte einen rassistischen Hintergrund.
Die verwitwete Großmutter zog daraufhin nach Hamburg zurück, wo sie sich niederließ. Ihre erwachsene Tochter Cécilie – Maries Mutter – arbeitete seinerzeit als Musikerin und zog singend von Bar zu Bar. Maries Vater war Kapitänssteward auf einem Schiff aus Liverpool. Er stammte aus Ghana und kehrte bald nach England zurück; seine Tochter sah er später nur wenige Male. Ihre Mutter versuchte die Schwangerschaft geheim zu halten und gebar das Baby 1930 in einem Waisenhaus in Mülheim an der Ruhr. Drei Jahre später wurde sie auf Drängen der Großmutter, die zwischenzeitlich von der unehelichen Tochter Cécilies erfahren hatte, nach Hamburg geholt. Im Alter von zehn Jahren verlor Marie Nejar ihre Mutter, die infolge einer Uterusruptur in der Frauenklinik Finkenau in Hamburg verblutet war.

### Frühe Jahre
Marie Nejar wuchs im Stadtteil St. Pauli auf, als die Nationalsozialisten an die Macht kamen. Wegen ihrer dunklen Hautfarbe war sie einer Verfolgung sowie Anfeindung offen ausgesetzt, jedoch lag das Augenmerk der Nazis bei den Juden und Regimekritikern, so dass sie vorerst verschont blieb. 1934 spielte sie in der Paul-Lincke-Operette Grigri in Hamburg. Aufgrund der Nürnberger Rassengesetze von 1935 konnte sie jedoch ihre Schulausbildung nicht beenden und wurde zur Zwangsarbeit in einer Fabrik verpflichtet. Mit Hilfe einer liberalen Klassenlehrerin, eines jüdischen Arztes und der Menschlichkeit von Polizisten der Davidwache überlebte sie die ersten Jahre. Der damalige Propagandaminister Joseph Goebbels suchte schwarze Kinder, die in verschiedenen UFA-Filmen sogenanntes „Buschvolk“ spielen sollten. So wurde Marie Nejar ebenfalls angeschrieben und bald nach Potsdam-Babelsberg eingeladen, wo sie schließlich 1942 in einer Szene im aufwendig produzierten Münchhausen-Film an der Seite von Hans Albers eine schwarze Dienerin mit einem Palmenwedel spielte. „Entschuldigen Sie. Damals war ich ein Kind. Ich fand das toll, und außerdem hatte ich zwei Wochen schulfrei. Mit Unterschrift und auf Anweisung von Herrn Goebbels.“
Ein paar Monate später hatte sie neben Heinz Rühmann eine weitere kleine Rolle in dem Streifen Quax in Afrika.

### Karriere
Nach Kriegsende 1945 arbeitete sie zunächst in Hamburg in der Er & Sie-Bar. Nach dem Tod ihrer Großmutter (1949) war sie Zigarettenverkäuferin am Timmendorfer Strand, als sie zufällig aufgefordert wurde, ein Mikrofon zu testen, das zur Unterhaltung der Abendgäste diente. Bei dieser „Probe“ sang sie ein damals populäres Lied von Horst Winter, das die Musiker von ihrem Talent überzeugte. In Wien übernahm sie in einer Revue eine Nebenrolle, wobei sie auch singen musste. Daraufhin erhielt die inzwischen erwachsene Frau einen Vertrag mit einer Schallplattenfirma.

Single Die süßesten Früchte fressen nur die großen Tiere von Peter Alexander und Leila Negra

Marie Nejar wurde mit dem Künstlernamen Leila Negra versehen und als 15-Jährige ausgegeben und startete zu Beginn der 1950er Jahre eine Karriere als singender Kinderstar, der zahlreiche deutsche Schlager veröffentlichte. Sie hatte ihren größten Schlager-Erfolg 1952 zusammen mit Peter Alexander unter dem Titel Die süßesten Früchte fressen nur die großen Tiere, produziert von ihrem und Alexanders Entdecker Gerhard Mendelson. Doch auch andere Lieder wie Mach nicht so traurige Augen oder das Toxi-Lied aus dem gleichnamigen Film (Premiere am 15. August 1952) errangen die Gunst des Publikums und erreichten gute Mittelplätze bei der Hitparade. Gemeinsam mit Peter Alexander und anderen Musikern tourte sie in den 1950er Jahren durch Deutschland mit einem großen Teddybären im Arm, was so etwas wie ihr Markenzeichen wurde. In einem Interview vom 20. April 1955 bezeichnete sie sich als „Hamburgerin durch und durch“, auch wenn sie die französische Staatsangehörigkeit habe.
Nach Mitwirkung in fünf Filmen und den Aufnahmen von etwa 30 Schlagern endete Leila Negras aktive Karriere Ende der 1950er Jahre. Weder mit den für sie geschriebenen Liedtexten noch mit ihrer Rolle als „niedliches Kind“ konnte sie sich nach eigenen Angaben identifizieren.
Sie begann 1957 eine Ausbildung zur Krankenschwester und war später in diesem Beruf in Hamburg tätig. Marie Nejar lebte zuletzt als Rentnerin in Hamburg, wo sie am 11. Mai 2025 im Alter von 95 Jahren starb. Ihre letzte Ruhestätte erhielt sie im Garten der Frauen auf dem Friedhof Ohlsdorf.

## Sonstiges
Ihr Toxi-Lied wurde in dem Tatort Niedere Instinkte von 2015 verwendet.

## Filmografie
- 1943: Münchhausen
- 1947: Quax in Afrika
- 1952: Tanzende Sterne
- 1952: Heimweh nach Dir
- 1952: Toxi
- 1953: Salto Mortale
- 1954: Die süßesten Früchte
- 1954: Der schweigende Engel (Stimme)

## Diskografie
- Die süßesten Früchte fressen nur die großen Tiere, mit Peter Alexander (1952)[8]
- Toxi-Lied (1952)
- Mütterlein (könnt’ es noch mal so wie früher sein) (1952); 1954 Cover von Wolfgang Sauer als Glaube mir; auch Nat King Cole (1954) und Barbara Dickson (1976) als Answer me (my love)
- Gilli-Gilli-Ochsenpfeffer (1954)
- Hei Lili (Das schönste Glück auf der Erde) (1954)
- Mein Teddybär
- Der kleine Boy vom Grand-Hotel
- Lieber Gott, laß die Sonne wieder scheinen
- Die beiden kleinen Finken
- Ein Strauß Vergißmeinnicht (1957)
- Mach nicht so traurige Augen
- Mamatschi
- Silberpferdchen
- Pony Serenade, mit Peter Alexander
- Spatz und Spätzchen
- Zwölf kleine Negerlein
- Wenn ich zwei Flügel hätt’
- Ein kleines Negerlein im Schnee
- Wenn der Sandmann leise kommt
- Virginia Blues, mit Kenneth Spencer
- Ein kleiner Negerjunge träumt von einer Schneeballschlacht (1955)
- Ein kleines Stelldichein (1956)